# Damoffer
Damoffer kallas sådana drag i schack som leder till att spelaren kommer att förlora sin egen dam (också kallad drottning). Eftersom detta är den mest kraftfulla och näst mest värdefulla spelpjäsen, görs damoffer normalt sett enbart i spelets slutskede, endera för att rädda den egna kungen eller för att ställa den andra spelaren schackmatt.
Den dramatik som omgärdar schackdraget damoffer har lett till att ordet används även om snarlika situationer utanför det rutiga spelbrädet, till exempel som romantitel (av Christian Aage, pseudonym för Kjell E. Genberg, 2000) eller som tidningsrubrik när ett politiskt parti för att behålla makten låter en kontroversiell kvinnlig talesman avgå.
Ett välkänt exempel på damoffer är Légals matt